# Patrimonio nacional
|  | Aquest article tracta sobre el film de Berlanga. Si cerqueu l'ens autònom del Govern Espanyol dedicat al manteniment dels béns de titularitat estatal, vegeu «Patrimoni Nacional». |

Patrimonio nacional és un film espanyol de comèdia dirigit per Luis García Berlanga i escrit a quatre mans per Berlanga i Rafael Azcona que tracta sobre les primeres albors de la jove democràcia espanyola. La pel·lícula es va rodar en els interiors del conegut Palau de Linares en Madrid, que llavors oferia un aspecte decadent pel seu prolongat desús. La pel·lícula es va estrenar el 30 de març de 1981, a Madrid.
Entre els anys 1977 i 1982, Berlanga roda la trilogia de “la família Leguineche”. Primer va ser L'escopeta nacional, seguida de Patrimonio nacional, per a acabar amb Nacional III, pel·lícules que van gaudir de les benediccions de crítica i públic. Posteriorment va haver-hi un intent de completar la saga amb un quart títol que emparentava als Leguineche amb els tsars de Rússia, però el projecte no va arribar a quallar. Els dubtes del productor Andrés Vicente Gómez i del propi Berlanga sembla que van frustrar el pla. Cal ressenyar la col·laboració en aquest guió de Jorge Berlanga.

## Argument
L'acció comença a Madrid, durant la primavera de 1977. Amb la fi del règim franquista, el marquès de Leguineche posa fi al seu exili voluntari i torna al seu palau de Madrid per a intentar reprendre l'esplendorosa vida cortesana d'antany. S'esdevé que en el palau hi habita la seva legítima muller, Eugenia, comtessa de Santagón, una acèrrima franquista que viu en un llit amb rodes (malgrat que camina perfectament) i observa uns costums d'allò més extravagants. Encara que al principi no vol veure'ls per allí, accedeix en deferència a la seva nora Chus, amb tres condicions: no han de trepitjar la planta on ella viu perquè "és zona nacional"; Leguineche i el seu fill, Luis José, han de fer-se càrrec del deute amb Hisenda i; finalment, han d'aconseguir un títol de cavaller de Malta o del Sant Sepulcre per a Goyo, el criat i actual amant d'Eugenia. En efecte, Eugenia ha trencat les seves relacions amb en Nacho, el seu amant oficial i bon amic de Leguineche, a qui no sembla importar-li molt la situació.
Don José de Leguineche decideix incapacitar legalment a la seva dona per a intervenir-li els béns i poder finançar la reconstrucció del seu derruït palau, per al que només aconsegueix un préstec de mig milió de pessetes. Luis José, per part seva, intenta subornar amb mil duros als inspectors d'Hisenda. Apareix per allí Álvaro, un nebot d'Eugenia, cridat per don José a formar part del consell de família. Per tal que s'interessi en el repartiment, el marquès li ofereix la vila de Biarritz que posseeix la seva muller.
Eugenia s'assabenta per en Nacho, el seu ex-amant, dels propòsits del seu marit i exigeix a en Nacho que el repti a un duel. Leguineche s'enfronta a ell en el duel del qual la inopinada víctima és Eugenia, que mor en esclatar-li l'escopeta amb què apunta a tots dos. I el rumb dels fets pren un gir molt diferent...

## Personatges principals
Aquí la família Leguineche pren el protagonisme de la història d'una manera molt més evident. Canvia el caràcter del marquès, que si en L'escopeta nacional era tot un tirà i bastant odiós, aquí apareix com una curiosa mescla de cinisme, ingenuïtat i sobretot, molt més cordial en el seu tracte amb els altres.
- Don José, per als seus amics, Pepón, marquès de Leguineche (Luis Escobar).
- Luis José de Leguineche, el seu fill (José Luis López Vázquez).
- Eugenia, comtessa de Santagón i segons ella, "marquesa vídua de Leguineche" (Mary Santpere).
- María Jesús, "Chus", esposa de l'anterior (Amparo Soler Leal).
- Goyo, majordom i actual amant d'Eugenia (José Lifante).
- Nacho, anterior amant d'Eugenia, ex oficial d'aviació (Alfredo Mayo).
- Pare Calb, capellà del poble, enfervorecido franquista (Agustín González).
- Segundo, criat de confiança de Luis José (Luis Ciges).
- Viti, la seva dona (Chus Lampreave), que si bé ja sortia en la primera cinta, aquí va cobrant més importància.
- Álvaro, nebot d'Eugenia, pianista i home de món (José Luis de Vilallonga).

## Premis
- Premi Sant Jordi a la millor pel·lícula espanyola.[2]
- 34è Festival Internacional de Cinema de Canes. Nominació a la Palma d'Or (1981)[3]
- Fotogramas de Plata al millor intèrpret de cinema espanyol. - Luis Escobar
- També fou seleccionada per representar Espanya en els Premis Oscar de 1981 com a millor pel·lícula de parla no anglesa, però la nominació finalment no fou acceptada.[4]